# Carlos María Franzini
Carlos María Franzini (ur. 6 września 1951 w Buenos Aires, zm. 8 grudnia 2017 w Mendozie) – argentyński duchowny katolicki, arcybiskup Mendozy w latach 2013–2017.

## Życiorys
Święcenia kapłańskie otrzymał 13 sierpnia 1977 i został inkardynowany do diecezji San Isidro. Był m.in. kanclerzem miejscowej kurii (1977-1990), wychowawcą w seminarium i wikariuszem generalnym diecezji. Pracował również w charakterze podsekretarza Konferencji Episkopatu Argentyny.

### Episkopat
29 kwietnia 2000 został mianowany biskupem diecezji Rafaela. Sakry biskupiej udzielił mu 19 czerwca 2000 biskup Jorge Casaretto.
10 listopada 2012 papież Benedykt XVI mianował go arcybiskupem Mendozy. Ingres odbył się 9 lutego 2013.
Paliusz otrzymał z rąk papieża Franciszka w dniu 29 czerwca 2013.
Zmarł na raka 8 grudnia 2017.